# シクサ (ユダヤ教)
シクサ（英語: Shiksa、イディッシュ語: שיקסע shikse）は、しばしば侮蔑的に用いられるイディッシュ語由来の表現で、英語やポーランド語の単語ともなっており、特に北アメリカのユダヤ人文化において、非ユダヤ人の女性を指す言葉。非ユダヤ人の女性であれば、（年齢などに関わらず）誰でもシクサとして言及できる。
フレデリック・コプル・ジャハー (Frederic Cople Jaher) 教授は次のように記している。「多くのユダヤ人にとって「シクサ」は強迫観念である。ラビは彼女を、異教徒との結婚を通した、ユダヤ教の存続に対する脅威と考える。ユダヤ人の親たちは、彼女が自分たちの息子を誘惑し、家族と信仰から引き離してしまうのではないかと恐れ、ユダヤ人の男たちは彼女の性的なり社交的欲望に幻想を膨らませる。彼女はおもにユダヤ人監督の映画作品や、ユダヤ人作家のベストセラー作品において、半ば必然的に焦点を当てて描かれる。」
正統派ユダヤ教の間では、この言葉を、ユダヤ人の女性でありながら正統派の信仰に従わない者を指して用いることもある。
非ユダヤ人の男性を指す言葉としてはシェゲッツ (shegetz) があるが、シクサよりも使用される頻度は低い。

## 語源
シクサ (shiksa) の語源は、ヘブライ語で「禁忌」、「不純」、「気が進まないもの」などを意味する שקץ (shekets) である。
いくつかの英語辞書は、shiksa を非ユダヤ教徒の女性に向けられる侮蔑的、攻撃的な言葉であると定義している。
ポーランド語の siksa (発音 [ʂɨksa]) は、未成熟な若い女性、十代の少女などを指す軽蔑的な表現であり、イディッシュ語の単語と、「小便する」を意味するポーランド語の動詞 sikać を重ね合わせた表現となっている。その含意は「おしっこをもらした」といったものであり、英語の表現でいえば "snot-nosed brat"、"little squirt"、"kid" などに相当するとされる。